# النقاش (جازان)
قرية النقّاش إحدى قرى منطقة جازان وهي قرية سكنية تابعة لبلدية محافظة صبيا جنوب غرب المملكة العربية السعودية، تبعد حوالي11كم إلى الجنوب من محافظة بيش كما وتبعد عن محافظة صبيا حوالي 33 كم

## الموقع
تقع النقّاش في الجزء الشمالي ضمن إقليم تهامة والذي ينحصر ما بين البحر الأحمر والمرتفعات الجبلية ويمر في هذا السهل وادي بيش وهو من أكبر أودية المنطقة والذي يرفده أكثر من تسعين رافداً وبذلك تتميز أراضي المنطقة بخصوبة أراضيها ذات الزراعات المتعددة، بالقرب من مدينة بيش، في الجزء الجنوبي الغربي من المملكة العربية السعودية، وتبعد حوالي ستين كيلومترا بالاتجاه الشمالي الشرقي من مدينة جازان، عند خط طول 42 درجة وخط العرض 17 درجة.

## المعالم التراثية
تمتاز النقّاش بمعالمها التراثية مثل البئر الذي يقع شمال غرب النقّاش.

## انظر ايضاً
- حلة العزامة
- السلامة العليا
- الميلة

## وصلات خارجية
- بيانات المجلس البلدي من الأمانة العامة لشؤون المجالس البلدية.
- حصر الخدمات بالمدن والقرى بمنطقة جازان.
- دليل الخدمات بمنطقة جازان.
- مصلحة الإحصاءات العامة والمعلومات.